# Orlando Peçanha de Carvalho
Orlando Peçanha de Carvalho eller bare Orlando (20. september 1935 – 10. februar 2010) var en brasiliansk fodboldspiller, der som forsvarer på Brasiliens landshold vandt guld ved VM i 1958 i Sverige. Han spillede i alt 30 landskampe for brasilianerne.. Han deltog også ved VM i 1966.
Orlando spillede på klubplan for Vasco da Gama og Santos i hjemlandet, samt for Boca Juniors i Argentina.